# Decatopecten
Decatopecten is een geslacht van tweekleppigen uit de familie van de Pectinidae (mantelschelpen).

## Soorten
- Decatopecten amiculum (Philippi, 1851)
- Decatopecten plica (Linnaeus, 1758)
- Decatopecten radula (Linnaeus, 1758)
- Decatopecten strangei (Reeve, 1852)